# Tabwa (peuple)
Pour les articles homonymes, voir Tabwa.
Les Tabwa sont une population d'Afrique centrale, vivant principalement dans le sud-est de la République démocratique du Congo. Quelques dizaines de milliers vivent également au nord-ouest de la Zambie, d'autres au sud-ouest de la Tanzanie.

## Ethnonymie
Selon les sources et le contexte, on rencontre différentes formes : Batabwa, Batambwa, Itawa, Rungu, Taabwa, Tabwas, Waitawba.

## Histoire
Les Tabwa sont un peuple de pêcheurs et d'agriculteurs, ils échangent leurs produits avec ceux des autres ethnies de forgerons, chasseurs, cueilleurs, bûcherons.
Le commerce était souvent effectué par les Arabo-swahilis venant de Tanzanie et les Portugais d'Angola. Les Tabwa ont ainsi étaient dirigés par des chefs swahilis venant de Tanzanie. Les guerres tribales donnent naissance au commerce des esclaves. Des caravanes commerciales font le commerce d'un village à l'autre. Des caravanes d'hommes à pied portant les marchandises sur leurs têtes, acheminant des esclaves enchaînés.
Leur peuple se divise en plusieurs chefferies vers le milieu du XIXe siècle.
Quand les Belges conquièrent le Katanga à la fin du XIXe siècle, ils refusent le travail forcé et se réfugient dans les forêts et grottes de leur pays.
Les Tabwa seront membres de la Confédération des associations tribales du Katanga (CONAKAT) qui milite pour l'indépendance du Congo belge. Ils lutteront avec les Lundas, les Songyés et les Minungus pour l'expulsion des Balubas qui avaient été déportés par les Belges au Katanga.

## Population
La tribu tabwa compte six clans répartis sur la côte ouest du Tanganyika entre la Zambie et la rivière déversoir du lac la Lukuga.
Les représentants de cette tribu sont environ 200.000 car aux Tabwa proprement dits il faut joindre les Tumbwe qui dans la plupart des cartes ethniques apparaissent comme Luba-Hemba En réalité les Tumbwe sont de purs Tabwa appartenant au clan de Kilunga-la-Grande ou clan Tusanga Au cours des derniers siècles ils ont conquis les territoires Kunda et Lumbu situés au bord du Tanganyika et des territoires Luba Hemba et Kunda le long de la rive droite du Lualaba hui le fleuve Zaïre. Ceci apparaît également dans les manuscrits de Kaoze; et en 1036 le Antoine Père Blanc fait paraître une partie.
NB: Les régions occupées par les Tabwa et les Tumbwe apparaissent clairement de même que celles occupées par les Tumbwe chez les Lumbu les Kunda les Luba-Katanga et les Hemba.

## Langue
Ils parlent une langue bantoue, le tabwa, dont le nombre de locuteurs est estimé à 382 000, répartis entre la République démocratique du Congo (250 000 en 1972) et la Zambie (132 000 en 2006).

## Culture
Les modifications et ornementations corporelles sont communes chez les Tabwa : scarifications, apprêtement sophistiqué des cheveux, barbes ou poils, peintures rituelles.
On connaît aussi leurs parures et leurs masques en bois : masques-heaumes, masques zoomorphes.

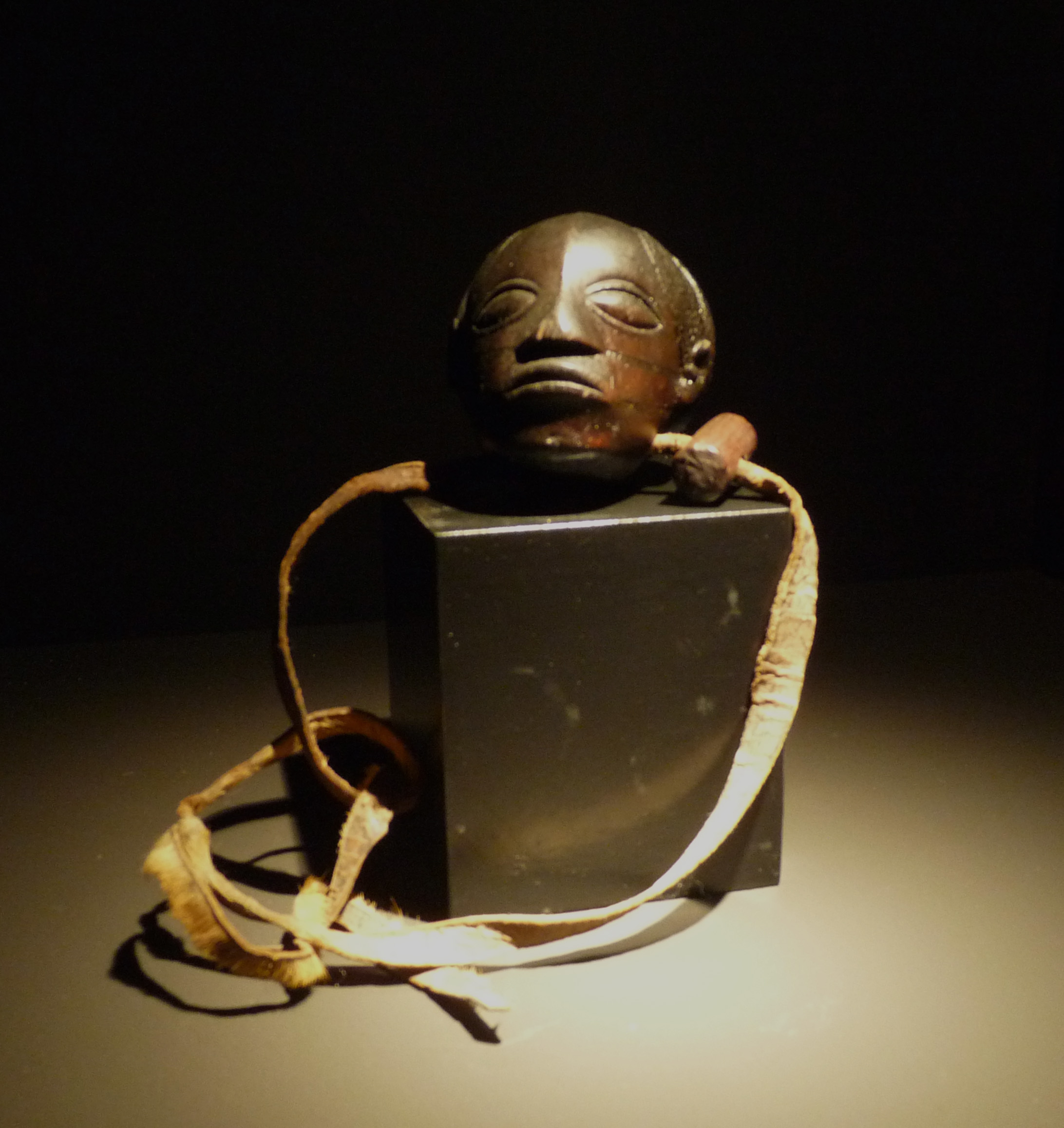
Tête d'homme, amulette[8].
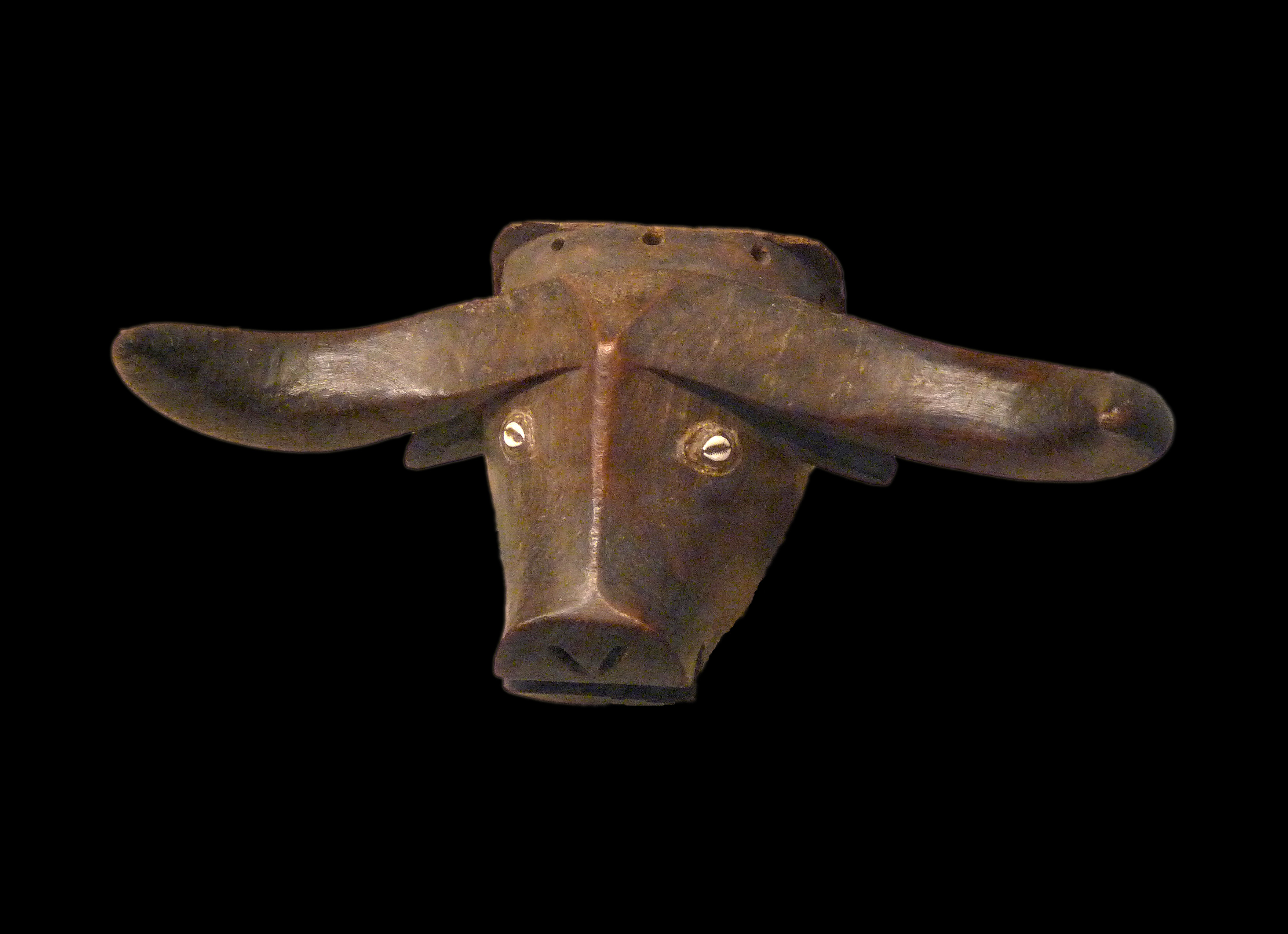
Masque-buffle kiyunde[9].
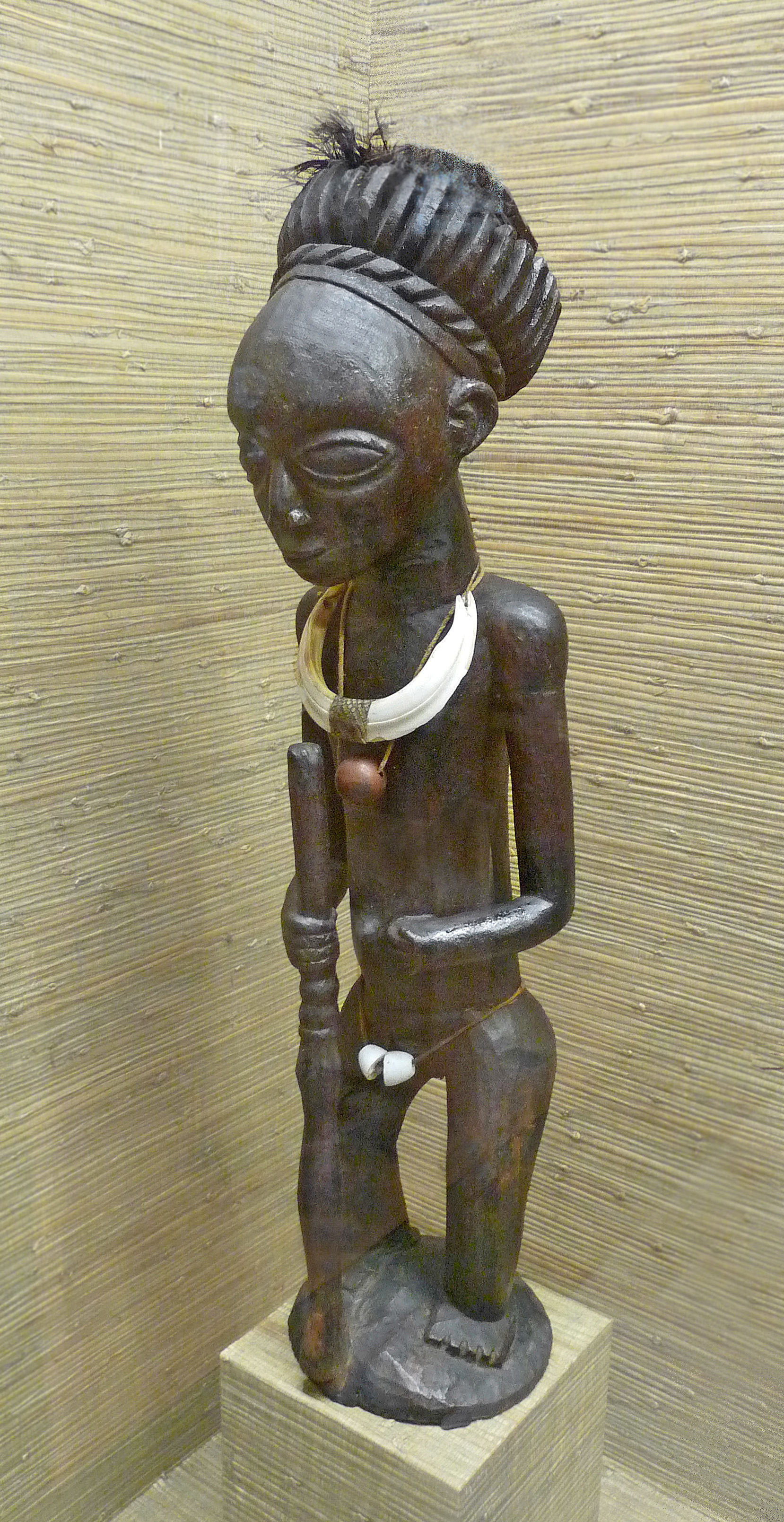
Figure d'ancêtre Lusinga[9].
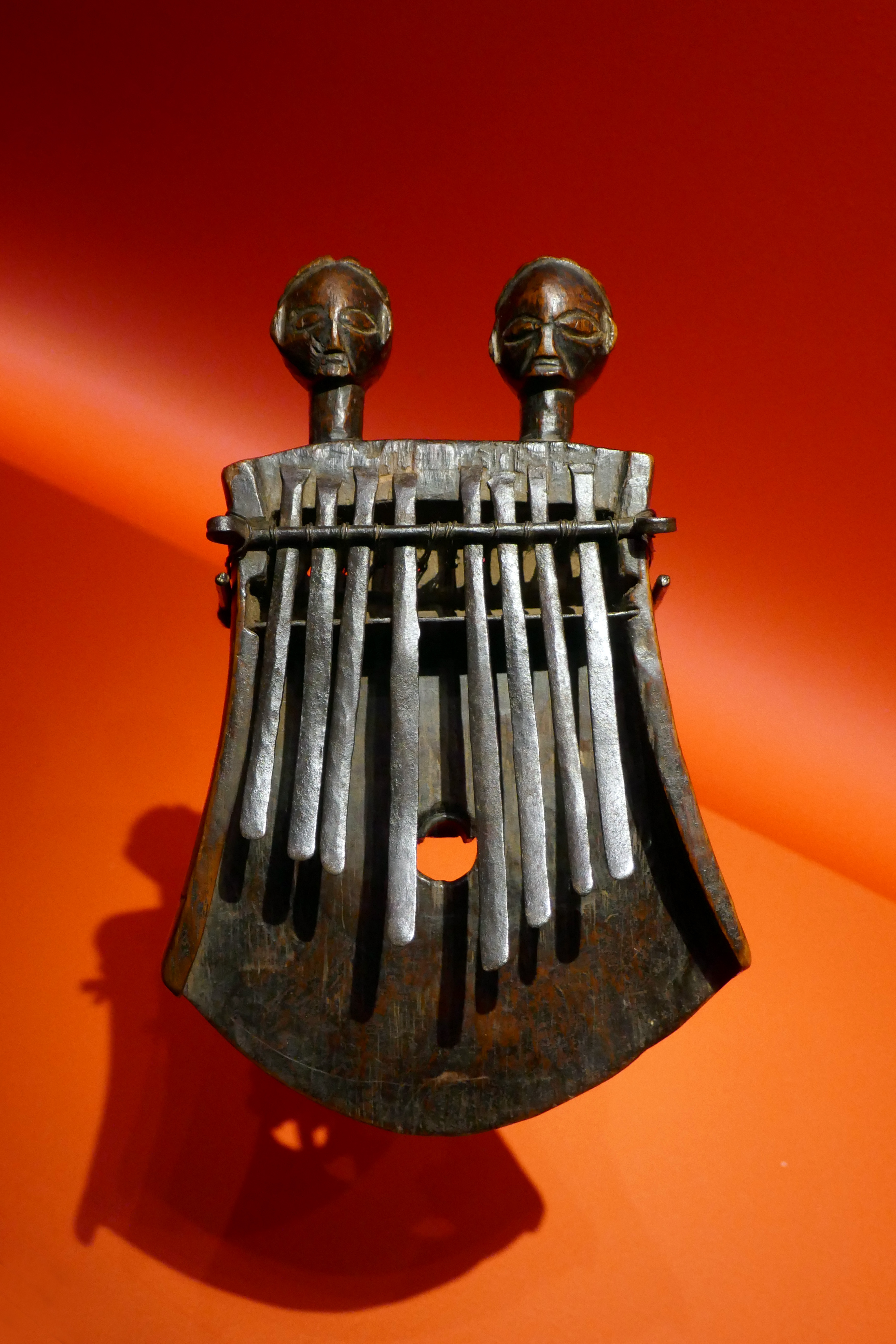
Lamellophone kankobele[10].